# Chiêu Dung
Chiêu Dung (? – ?), là một nữ tướng thời Hai Bà Trưng trong lịch sử Việt Nam.

## Sự tích
Theo dân gian, Chiêu Dung tên thật là (Lý Thị) Ngọc, gả cho tù trưởng (Đặng Công) Thành người Thiên Lộc. Mấy năm sau, hai vợ chồng chuyển đến vùng Kim Cốc (nay thuộc làng Cốc Thượng, xã Hoàng Diệu, huyện Chương Mỹ, thành phố Hà Nội). Hai vợ chồng sinh được 5 người con trai, không được bao lâu thì Đặng Công mất. Do căm thù ách đô hộ của phương bắc, bà cùng các con dựng đồn, luyện quân, nhưng bị Tô Định đàn áp, phải chạy về Hương Sơn.
Mùa xuân năm Canh Tý (40), Trưng Trắc, Trưng Nhị dựng cờ khởi nghĩa ở Hát Môn. Bà cùng các con dẫn theo lực lượng nghĩa binh theo về, được Hai Bà ban tên Ngọc Ba, thường cùng bàn việc lớn. Khi ra quân, bà cùng hai con trai đều làm tiên phong.
Sau khi đánh đuổi được quân đô hộ, Trưng Trắc được suy tôn làm vua (Trưng vương). Bà được Trưng vương phong làm Chiêu Dung công chúa và được ban thưởng nhiều tiền của, đất đai.
Theo sự tích, bà Chiêu Dung cùng các con trở lại xây dựng quê hương. Vào ngày 6 tháng Chạp, trời đất bỗng dưng nổi mây mù, gió cuộn khắp mặt sông Đáy, người dân thấy mẹ con bà xuống thuyền. Đến khi sóng yên gió lặng thì không thấy người trở về. Biết tin mẹ con Chiêu Dung đã hóa, Trưng vương lệnh cho dân chúng thờ phụng.
Sau này khi trở về Thiên Đình, bà được giao quyền khâm sai Tứ Phủ (từ Thủy Phủ cho tới Thiên Cung), Tam Tòa, biên chép sổ Thiên Đình, quyền cai bản mệnh gia trung (vậy nên có khi người ta còn gọi là Bà Thủ Bản Mệnh). Có khi chầu lại được coi là vị chầu bà giữ sổ Tứ Phủ, coi kho ngân xuyến, kề cận bên Mẫu Liễu Hạnh ở đất Phủ Dày.
Đôi khi thanh nhàn, chầu truyền các tiên nàng dạo chơi khắp chốn, từ quê hương ra kinh thành, vân du khắp mọi nơi.

## Thờ phụng
Nữ tướng Chiêu Dung được thờ ở đình Cốc Thượng, thuộc làng Cốc Thượng, xã Hoàng Diệu, huyện Chương Mỹ. Được được xây từ thế kỷ XVI, đại tu vào năm 1861. Năm 1991, đình Cốc Thượng được Bộ Văn hóa - Thông tin xếp hạng là Di tích lịch sử - văn hóa.

## Thông tin thêm
Ngoài nữ tướng Chiêu Dung thời Hai Bà Trưng, còn một số vị Chiêu Dung công chúa khác như Chiêu Dung công chúa thời Trần được thờ ở miếu Giáp Cả (làng Bình Cách, xã Đông Xá, huyện Đông Hưng, tỉnh Thái Bình), Đệ nhị ngọc nữ Chiêu Dung công chúa ở xã Thượng Vĩ cũ (huyện Lý Nhân, tỉnh Hà Nam).